# Coniopteryx forcipata
Coniopteryx forcipata är en insektsart som beskrevs av V. Johnson 1981. Coniopteryx forcipata ingår i släktet Coniopteryx och familjen vaxsländor. Inga underarter finns listade i Catalogue of Life.